# ویلیام دمارست
ویلیام دمارست (انگلیسی: William Demarest؛ ‏ ۲۷ فوریهٔ ۱۸۹۲ – ۲۸ دسامبر ۱۹۸۳) هنرپیشه اهل ایالات متحده آمریکا بود. وی بین سال‌های ۱۹۲۶ تا ۱۹۷۸ میلادی فعالیت می‌کرد.
از فیلم‌هایی که وی در آن نقش داشته است، می‌توان به مخاطرات پائولین، سوارکاری در اوج، مک‌گینتی بزرگ، آقای اسمیت به واشنگتن می‌رود، افتخار دیگر ارزشی ندارد، روزی روزگاری، پس از ساعت اداری، در لباسی خیره‌کننده، جاسوس محبوب من، بازگشت طولانی جونز و گربه جاسوس اشاره کرد.